# Дугаров, Александр Доржиевич
Алекса́ндр Доржи́евич Дуга́ров (2 апреля 1955, Санага) — советский боксёр наилегчайшей весовой категории, выступал за сборную СССР во второй половине 1970-х годов. Бронзовый призёр чемпионата Европы, многократный призёр национального первенства, победитель многих международных турниров и матчевых встреч. На соревнованиях представлял ЦСКА, мастер спорта международного класса.

## Биография
Александр Дугаров родился 2 апреля 1955 года в селе Санага, Бурятия. Активно заниматься боксом начал в раннем детстве в улусе Цакир, затем продолжил подготовку в Закаменске под руководством тренера Анатолия Траисовича Михеева, также был подопечным подольского тренера Владимира Петровича Грымзина. В 1971 году дебютировал на республиканском первенстве, но в перовом же своём матче на турнире по очкам проиграл Саяну Гунтыпову. Год спустя занял второе место на юниорском чемпионате Бурятии, вышел в финал первенства Сибири и Дальнего Востока, успешно выступил на юношеском первенстве РСФСР. В 1973 году переехал в Москву, где поступил в МВТУ им. Баумана и стал тренироваться у заслуженного тренера СССР Ивана Багаева. В том же сезоне завоевал золотую медаль на молодёжном первенстве вузов и первенстве Москвы.
В 1974 году Дугаров получил серебряные награды на взрослом чемпионате Москвы и на молодёжном чемпионате спортивного клуба «Буревестник». По рекомендации старшего тренера Московского военного округа Виликтона Баранникова присоединился к ЦСКА. В последующие годы выиграл три бронзовые и четыре серебряные медали на первенствах СССР, семь раз был чемпионом первенства Вооруженных Сил СССР, становился победителем Спартакиад дружественных армий, дважды брал серебро на Кубке СССР. Благодаря удачному выступлению на отборочных соревнованиях в Алма-Ате удостоился права защищать честь страны на чемпионате Европы 1979 года в Кёльне — сумел дойти здесь до стадии полуфиналов, после чего со счётом 1:4 уступил поляку Хенрику Средницкому.
Завершил карьеру спортсмена в 1985 году (последний раз вышел на ринг на международном турнире в ГДР, где занял третье место). После завершения спортивной карьеры занялся тренерской деятельностью, работал тренером и старшим тренером в ЦСКА, подготовил многих талантливых боксёров. В 2004 году уволился в запас в звании подполковника.